# Hardanger
Hardanger er navnet på landskabet langs og omkring Hardangerfjorden i Hordaland. Området starter i Kvinnherad i vest og følger fjorden helt ind til Eidfjord i øst og sydover langs Sørfjorden. 
Hardanger omfatter kommunerne Kvam, Jondal, Granvin, Ulvik, Eidfjord, Ullensvang, Odda.
Hardanger er kendt for dramatiske landskaber med fjeld, bræer, fosser og fjorde. Dette har tiltrukket både turister og kunstnere gennem mange år. 
Folk fra Hardanger kaldes for hardinger (udtales uden d) og taler hardangermål. Hardangerbunaden (Folkedragt) og Hardangerfelen kommer fra distriktet.
Det er også et område, som giver gode muligheder for fritidsaktiviteter som brævandringer, snowboarding året rundt samt paragliding.
Hardanger er også kendt for frugtdyrkning. Man mener britiske munke startede frugtdyrkning her allerede i 1300-tallet. I Hardanger dyrkes æbler, pærer, blommer og moreller. 40 % af norsk frugt kommer fra dette område.

## Trafik
Riksvei 13 går fra syd til nord gennem Hardanger med færgeforbindelse over Eidfjorden fra Brimnes til Bruravik. Riksvei 7 over Hardangervidda følger Sysendalen ned til de imponerende vejanlæg i Måbødalen med Vøringfossen og kommer så ned til Eidfjord.
I 50 år gik der også en jernbane i  Hardanger. Hardangerbanen var en 27,5 km lang elektrisk jernbane som gik fra Voss til Granvin stasjon ved Granvinsfjorden. Banen blev åbnet 1934. Persontrafikken blev nedlagt i 1985, godstrafikken i 1989.
60°20′N 6°30′Ø / 60.33°N 6.5°Ø